# Breznik Žakanjski
Breznik Žakanjski is een plaats in de gemeente Žakanje in de Kroatische provincie Karlovac. De plaats telt 27 inwoners (2001).